# 洗足流れ

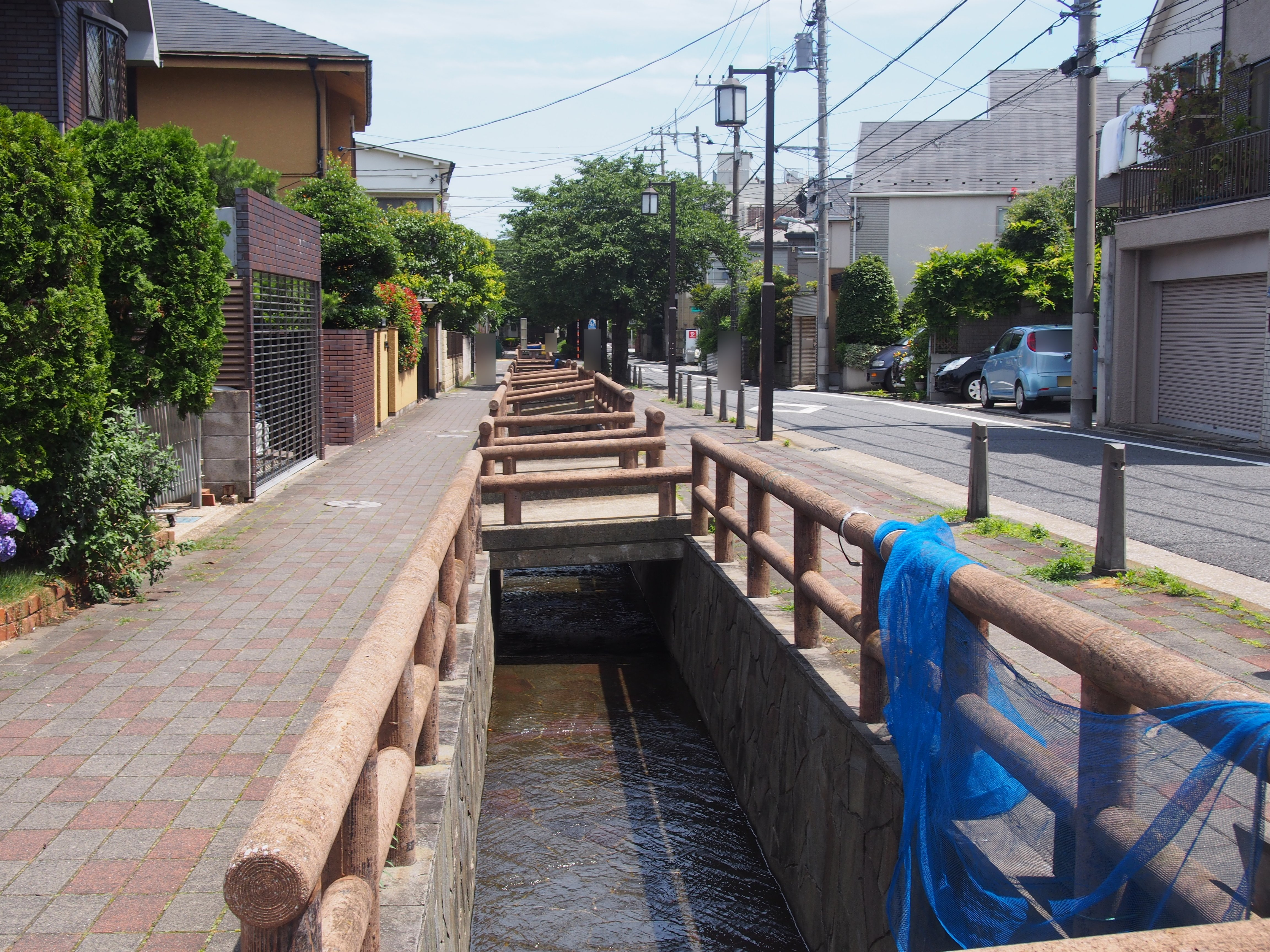
洗足流れ

洗足流れ（せんぞくながれ）は、東京都大田区にある水路である。洗足用水、池上用水とも呼ばれる。全長1.5 km程の短流で、洗足池を始点として東雪谷と上池台の境界に沿って流下し、仲池上で呑川に注ぐ。
洗足池を水源とする呑川の支流で、かつては農業用水として利用されたが、現在周囲は閑静な住宅街で、遊歩道が整備され住民の憩いの場として親しまれている。
池からポンプで組み上げた水は中原街道・東急池上線洗足池駅を潜り、まいばすけっと洗足池駅前店付近で開渠となる。道路に沿って暫く開渠が続き、東雪谷5丁目交差点手前で再び暗渠となる。同交差点で二股に分かれた後、それぞれJRの線路を潜り、一方は本村橋袂、他方は醍醐倉庫脇で呑川に合流する。
かつては洗足小池からの流れが小池橋付近で合流していた。沿流の荏原病院下、蝉山橋脇、池雪橋下、千原橋脇にも湧水がある。
水路には遊歩道が整備され、コイなどの魚や水生生物が生息し、カルガモ、カワセミなどの姿も見られる。せせらぎ沿いに桜が植えられていて、花見の時期には人出が多い。 
途中に大田区立洗足流れ東雪児童公園が併設されている。

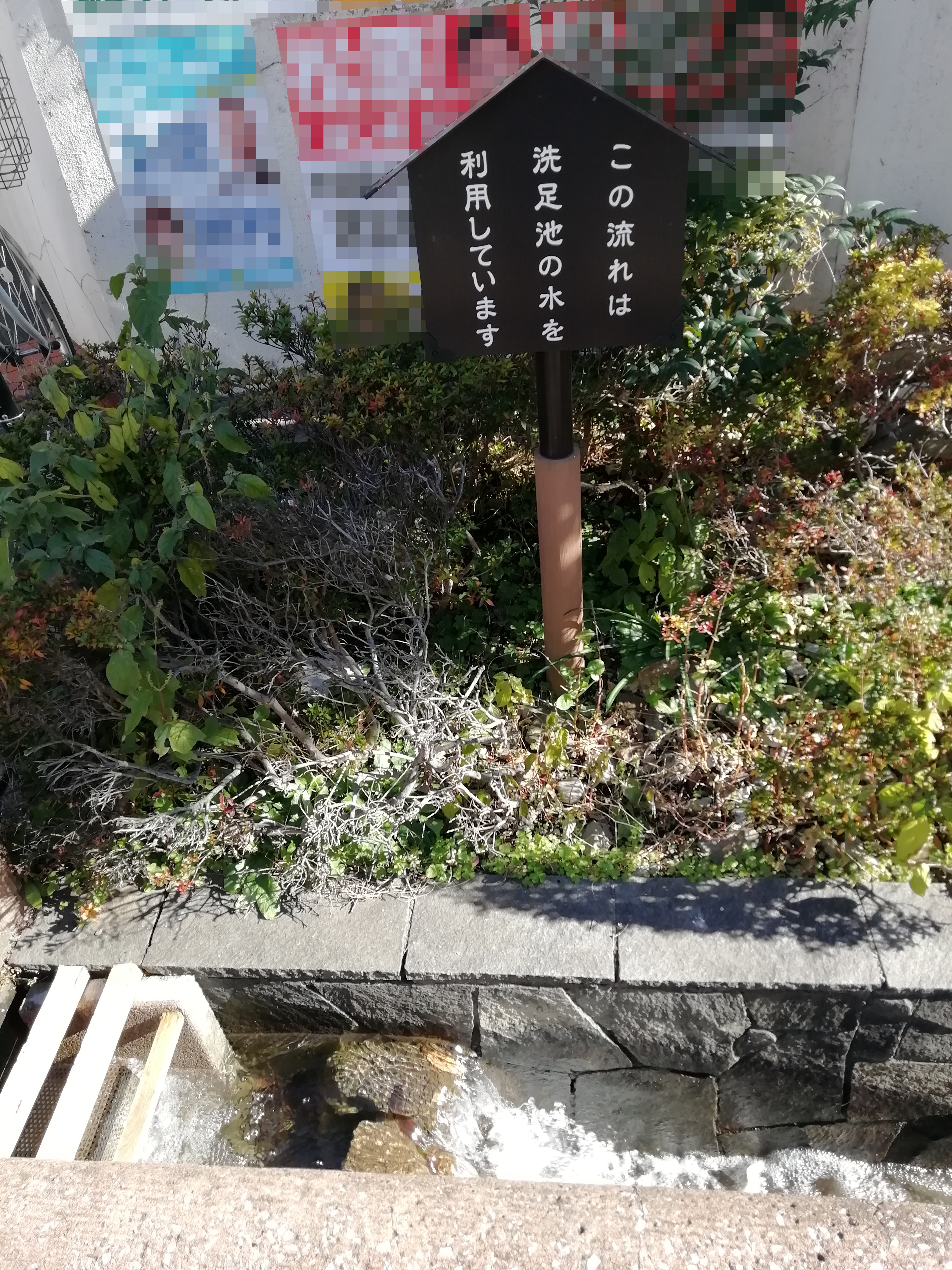
水源にある案内。洗足池の水を使用している事が分かる。
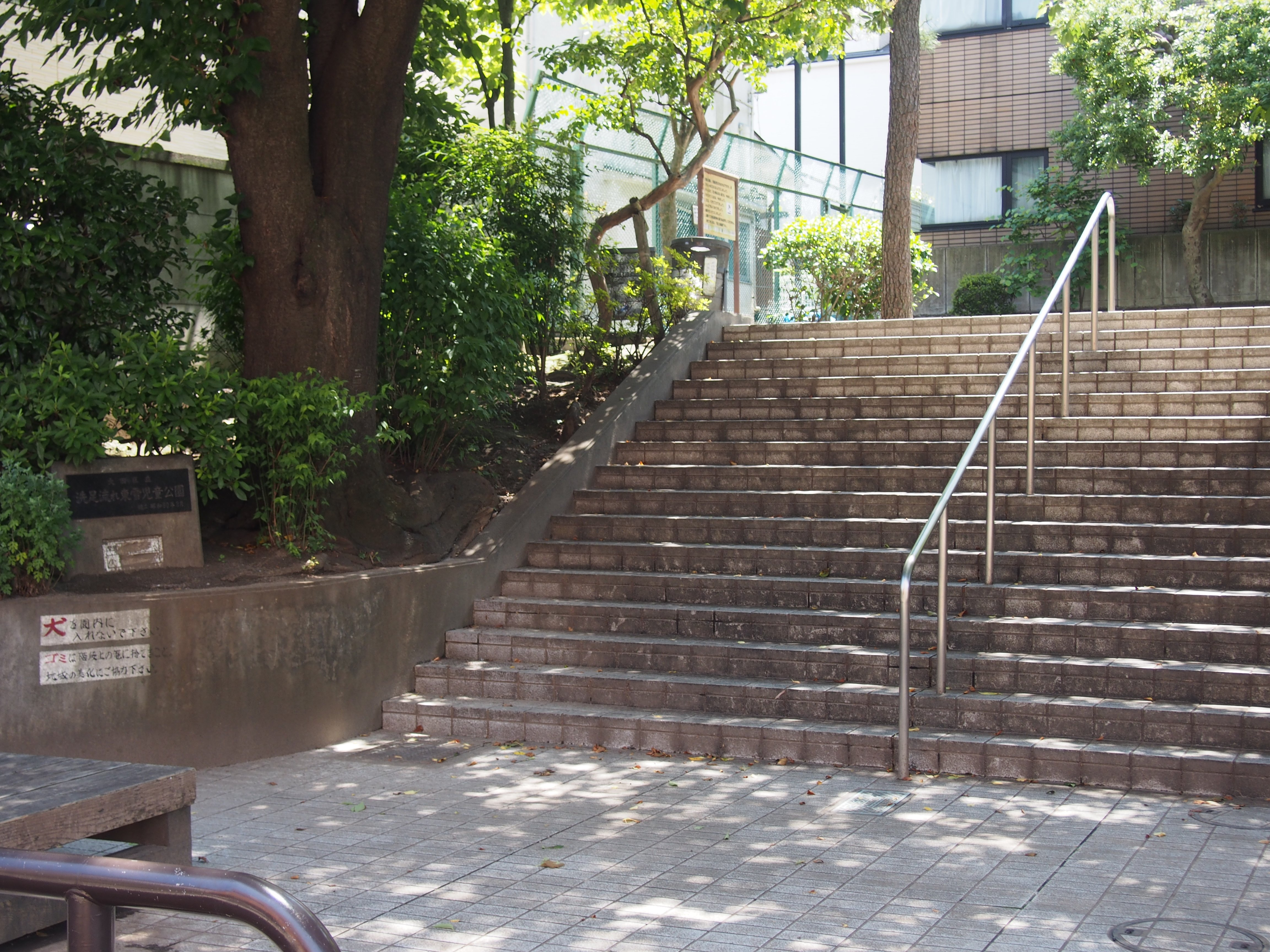
洗足流れ東雪児童公園